# Cupriavidus basilensis
Cupriavidus basilensis es una especie de  bacteria gramnegativa del suelo del género Cupriavidus de la familia Burkholderiaceae.
C. basilensis tiene la capacidad de fermentar 5-hydroxy-2-methylfurfural.